# Martin Roček
Martin Roček (Checoslovaquia, 1954) es un físico teórico estadounidense de origen checo, profesor en la Universidad de Stony Brook y miembro del Instituto C. N. Yang de Física Teórica. Obtuvo su título de grado y su doctorado en la Universidad de Harvard en 1975 y 1979 respectivamente. Realizó su investigación posdoctoral en la Universidad de Cambridge y en Caltech antes de convertirse en profesor de la Universidad de Stony Brook.
Fue uno de los coinventores de los cocientes hiperkähler, un análogo hiperkähler de la reducción de Marsden-Weinstein y de la estructura de las variedades bihermíticas. Sus intereses en investigación incluyen supersimetría, teoría de cuerdas y aplicaciones de la geometría compleja generalizada. Junto con Sylvester James Gates, Marcus Grisaru y Warren Siegel, Roček fue coautor de Superspace, or One thousand and one lessons in supersymmetry (1984), el primer tratado detallado sobre supersimetría.
Es el coordinador local del Simons Workshop in Mathematics and Physics organizado conjuntamente por el Instituto C. N. Yang de Física Teórica y el Departamento de Matemáticas de la Universidad de Stony Brook.